# Augustinus Husson
Augustinus Husson (Beringen, 24 augustus 1907 - 12 juli 1966) was een Belgisch volksvertegenwoordiger.

## Levensloop
Husson was vakbondssecretaris. Hij behoorde vanaf 1945 tot de leiding van de afdeling Beringen van de Gewestelijke Centrale der Mijnwerkers in Limburg. Hij was lid van het nationaal comité van het Algemeen Belgisch Vakverbond (ABVV), lid van het uitvoerend bestuur van het ABVV gewest Limburg en lid van het uitvoerend bestuur van de Nationale Centrale der Mijnwerkers van België.
Hij was gemeenteraadslid van Beringen (1932-1938) en provincieraadslid (1949-1950).
Hij werd in november 1957 socialistisch volksvertegenwoordiger voor het arrondissement Hasselt, in opvolging van de overleden Walter Thys en vervulde dit mandaat gedurende enkele maanden, tot aan de verkiezingen van 1958.